# Хрисопиги
Хрисопиги (грч. Χρυσοπηγή) је насељено место у општини Сер у периферији Средишња Македонија, Грчка. Према попису из 2021. године било је 30 становника.
Насеље је подигнуто после Другог светског рата и први пут се помиње 1961. године када је имало 18 становника.